# Hôrky
Hôrky (ungarisch Zsolnaberkes – bis 1907 Huorki) ist eine Gemeinde im Norden der Slowakei mit 1042 Einwohnern (Stand 31. Dezember 2024) im Okres Žilina, einem Kreis des Žilinský kraj.

## Geografie
Die Gemeinde befindet sich im Westteil des Talkessels Žilinská kotlina im Tal des Baches Hôrčanský potok. Das Ortszentrum liegt auf einer Höhe von 375 m n.m. und ist fünf Kilometer von Žilina entfernt.
Nachbargemeinden sind Žilina (Stadtteile Závodie und Bánová) im Norden, Osten und Süden sowie Bitarová im Westen.

## Geschichte
Das Gemeindegebiet von Hôrky war archäologischen Untersuchungen zufolge in der Spätbronzezeit (Lausitzer Kultur) besiedelt, wie auch in der Zeit des Großmährischen Reiches (9. Jahrhundert). Der heutige Ort Hôrky wurde zum ersten Mal 1393 als Crasnahorka schriftlich erwähnt und nach Besitz zwischen dem Herrschaftsgut von Burg Lietava und örtlichem Adel (Horváth von Hôrka) geteilt. Im Laufe der Jahrhunderte war Hôrky ein eher kleines Dorf: 1598 standen sechs Häuser im Ort, 1720 wohnten neun Steuerpflichtige die Gemeinde, 1828 zählte man 11 Häuser und 243 Einwohner, die als Holzhändler und Landwirte beschäftigt waren.
Bis 1918 gehörte der im Komitat Trentschin liegende Ort zum Königreich Ungarn und kam danach zur Tschechoslowakei beziehungsweise heute Slowakei.

## Bevölkerung
| Jahr                | 1994 | 2004    | 2014     | 2024     |
| ------------------- | ---- | ------- | -------- | -------- |
| Anzahl der Personen | 581  | 615     | 722      | 1042     |
| Unterschied         |      | +5,85 % | +17,39 % | +44,32 % |

| Jahr                | 2023 | 2024    |
| ------------------- | ---- | ------- |
| Anzahl der Personen | 1011 | 1042    |
| Unterschied         |      | +3,06 % |

Gemäß der Volkszählung 2011 wohnten in Hôrky 686 Einwohner, davon 651 Slowaken und 3 Tschechen. 32 Einwohner machten keine Angabe zur Ethnie.
573 Einwohner bekannten sich zur römisch-katholischen Kirche, 17 Einwohner zur Evangelischen Kirche A. B. sowie jeweils ein Einwohner zur Pfingstbewegung und zur tschechoslowakischen hussitischen Kirche. 48 Einwohner waren konfessionslos und bei 45 Einwohnern ist die Konfession nicht ermittelt.